# Türkenfeindlichkeit

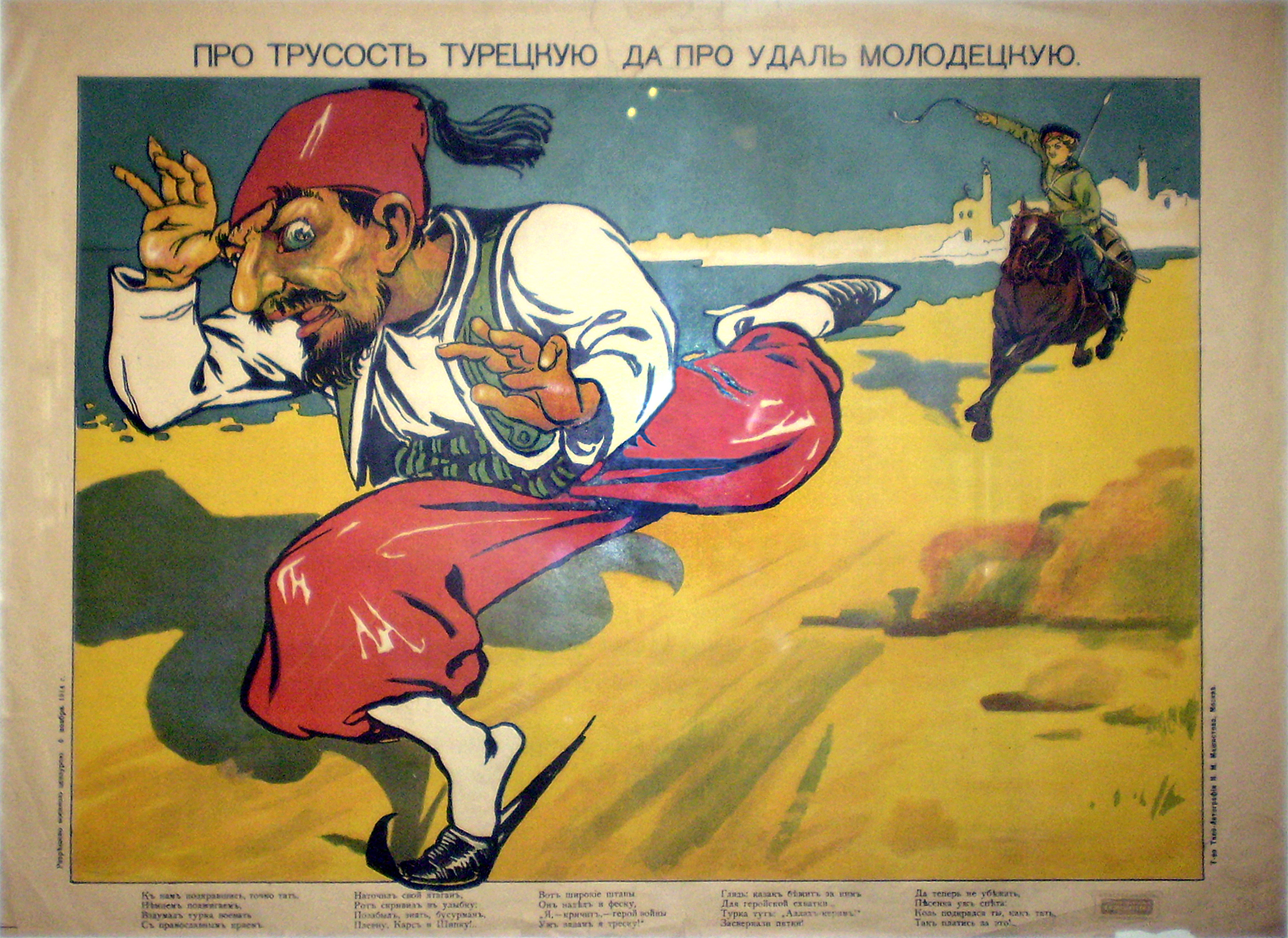
Ein russisches Propagandaposter des Ersten Weltkrieges, das einen orientalisch gezeichneten Türken vor einem Soldaten weglaufen lässt.

Als Türkenfeindlichkeit, auch bekannt als Türkenphobie, bezeichnet man die Feindschaft, Furcht und Ressentiments gegen Türken, türkische Kultur oder die Republik Türkei (vormals gegen das Osmanische Reich).
Türkenfeindlichkeit entstand bereits im Osmanischen Reich, so entwickelte sich der nach Unabhängigkeit vom Osmanischen Reich strebende Pan-Arabismus aus einer antitürkischen Haltung heraus.
Auf dem Balkan bezieht sich Türkenfeindlichkeit auch auf Intoleranz gegen nichttürkische Muslime, vor allem Albaner, Bosnier und mazedonische Muslime. Er kann auch auf Vorurteile gegen ethnische Türken, die außerhalb der Türkei in der türkischen Diaspora leben, übertragen werden.

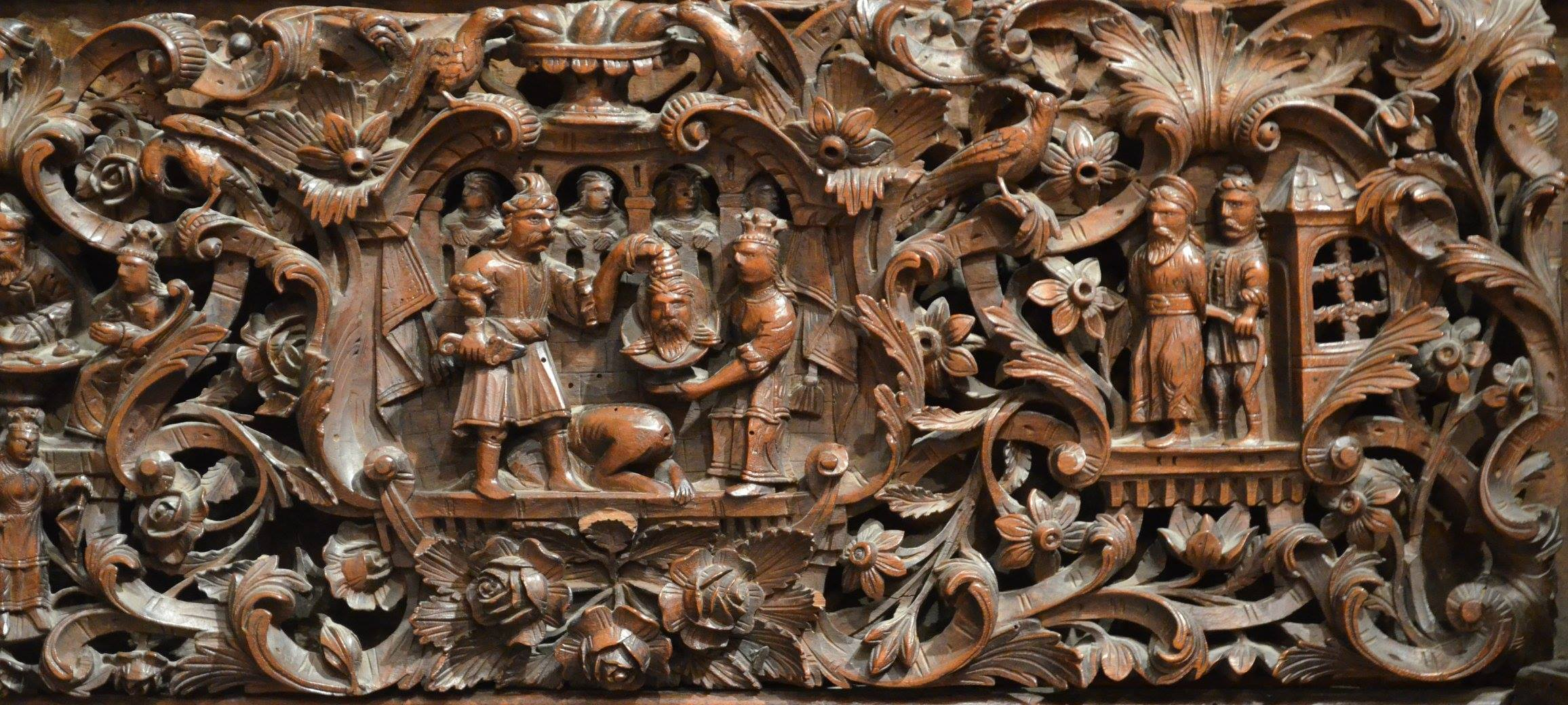
Ikonostasis der Kirche Sveti Spas aus dem Jahre 1867, Skopje, Nordmazedonien. Die Enthauptung Johannes’ des Täufers wird durch wie Osmanen stilisierte Figuren vollzogen.

## Frühgeschichte
Die Wurzeln der Turkophobie können auf die hunnischen Invasionen in Europa zurückgeführt werden, als Hunnen oder Turkvölker als rücksichtslose Nomadenhorden galten und Furcht unter den lokalen Bewohnern verbreiteten. 1870 wird das Phänomen des Antitürkismus durch den Begriff Turkophobie umschrieben. Turkophobie geht auf den Fall von Konstantinopel und die Türkenkriege des Spätmittelalters zurück, verstärkt durch die Bemühungen des westlichen Christentums, die Expansion des Osmanischen Reiches aufzuhalten. Mitte des 15. Jahrhunderts wurden besondere Messen, genannt missa contra turcas („Messe gegen Türken“), in verschiedenen Orten Westeuropas abgehalten, die Botschaft dieser Messen war, dass der Sieg über die Türken nur mithilfe Gottes erreicht werden könne und eine christliche Gemeinschaft notwendig sein würde, um der Grausamkeit der Türken zu widerstehen.

### 16. Jahrhundert

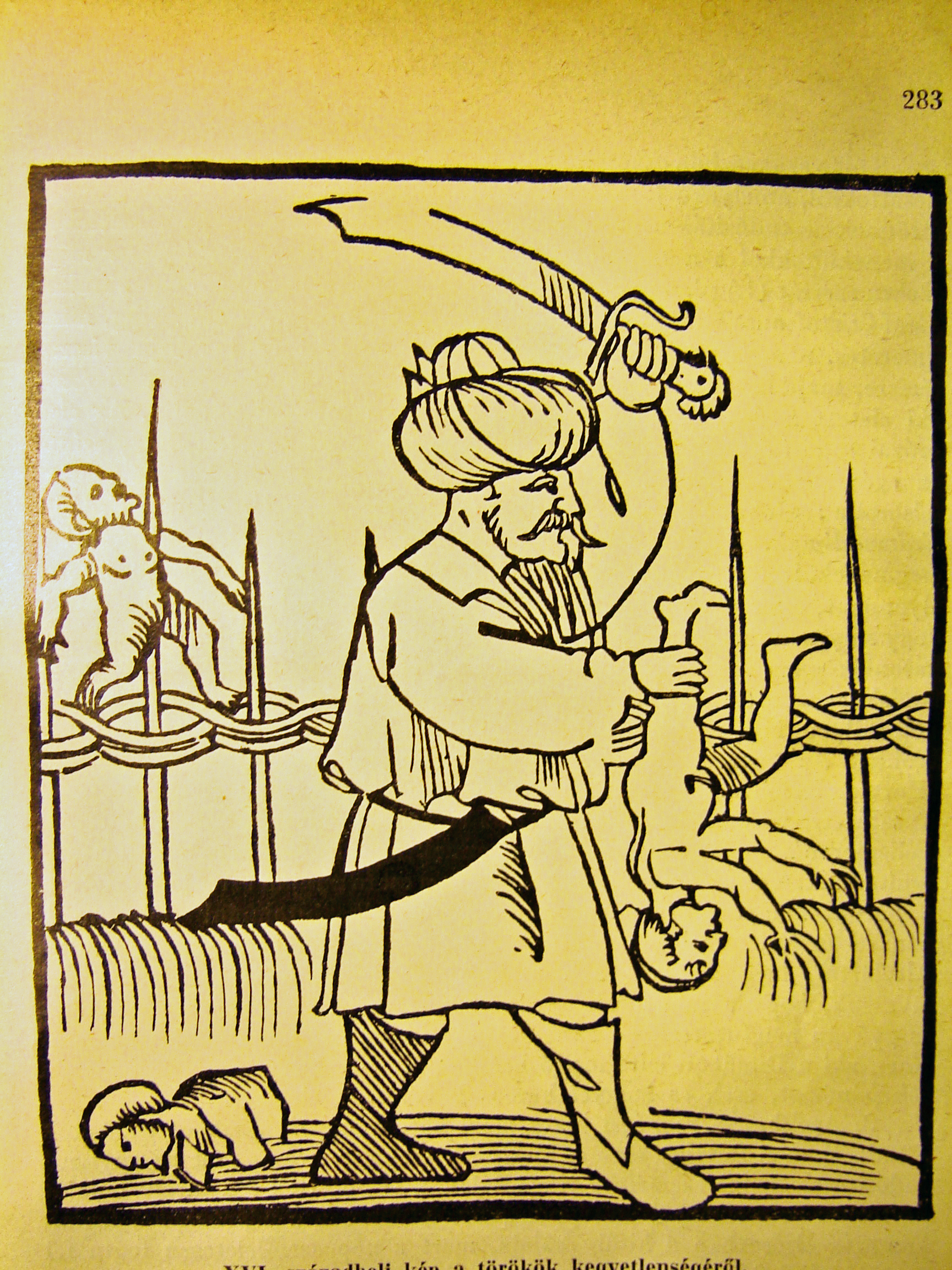
Originaldruck aus dem 16. Jahrhundert im Ungarischen Nationalmuseum, das einen türkischen Kämpfer beim Abschlachten von Kindern zeigt

Bischof Fabri von Wien (1536–1541) sagte:

„Es gibt unter dem Himmel keine grausameren und kühneren Schurken als die Türken, welche kein Alter oder Geschlecht verschonen und gnadenlos jung und alt zugleich niederstrecken und unreife Früchte aus dem Schoße der Mütter ausreißen.“

Im 16. Jahrhundert wurden etwa 2.500 Veröffentlichungen über die Türkengefahr in Westeuropa verteilt (mehr als ein Tausend auf Deutsch), oft mit einem Bild des „blutdürstigen Türken“.
Während dieser Zeit führte das Osmanische Reich Invasionen auf dem Balkan durch und belagerte Wien. Es gab in Westeuropa viel Furcht vor dem osmanischen Vordringen, vor allem in Deutschland. Martin Luther bediente diese Ängste mit der Behauptung, dass die Türken Agenten des Teufels seien, die gemeinsam mit dem Antichristen im Herzen der katholischen Kirche (Rom) zu den Letzten Tagen und der Apokalypse führen würden.
Luther vertrat die Ansicht, dass die türkische Invasion in Europa Gottes Bestrafung des Christentums sei – wegen der angeblichen Korruption im Heiligen Stuhl und der Kirche. Am 18. Dezember 1519 bekräftigte Luther in einem Brief an seinen Freund Wenzeslaus Linck seine Ansicht über Rom und die Türken: „Ich glaube ich kann zeigen, daß Rom heute schlimmer ist als die Türken.“ 1518, als er seine 95 Thesen verteidigte, erklärte er, dass Gott die Türken auf die gleiche Weise zur Bestrafung der Christen gesandt habe wie Krieg, Plagen und Erdbeben. Die Antwort Papst Leos X. war die päpstliche Bulle, in der er Luther mit Exkommunikation drohte und versuchte, ihn als Unruhestifter darzustellen, der die Kapitulation vor den Türken befürwortete. In seinen Schriften Über den Krieg gegen den Türken und Militärpredigt gegen die Türken verfocht Luther „konsistent seine theologische Auffassung von den Türken als Anzeichen von Gottes geißelnder Rute“. Luther und seine Anhänger trugen maßgeblich zur Sicht bei, dass der Krieg zwischen Habsburgern und Osmanen auch ein Krieg „zwischen Christus und dem Antichristen“ oder „zwischen Gott und dem Teufel“ waren.
Das Portugiesische Reich nutzte im Streben nach der Eroberung weiterer Länder Ostafrikas jede Begegnung mit den „schrecklichen Türken“ als Gelegenheit, sich als Meister des Glaubens zu profilieren.
Geschichten des Wolfstürken vermittelten Westeuropa ebenfalls ein negatives Bild von den Türken. Der Wolfstürke sollte ein menschenfressendes Geschöpf darstellen, halb Tier und halb Mensch – mit einem Wolfskopf und einem Schwanz.

### 17. Jahrhundert
Während des 17. Jahrhunderts wurden die Türken und der türkische Lebensstil aus ideologischen Gründen negativ dargestellt. Die Verwendung von Berichten über die Türken und ihre Gepflogenheiten, die im 17. und 18. Jahrhundert geschrieben wurden, „dienten als ideologische Waffe bei den Diskussionen über die Natur der Regierung während der Aufklärung.“ Schriftsteller projektierten ein Bild von den Türken, das „ungenau, aber akzeptiert“ war. In Anbetracht der Schriften über Türken und ihren Lebensstil war oft „Genauigkeit von geringer Bedeutung; was zählte, war die Illusion.“
In Schweden wurden die Türken zum Erzfeind des Christentums erklärt. Dies wird im Buch Luna Turcica eller Turkeske måne, anwissjandes lika som uti en spegel det mahometiske vanskelige regementet, fördelter uti fyra qvarter eller böcker deutlich, das 1694 von dem Priester Erland Dryselius aus Jönköping veröffentlicht wurde. Der Klerus des Landes predigte über die allgemeine Grausamkeit und Blutdürstigkeit der Türken und darüber, wie sie systematisch ihre eroberten Gebiete niederbrannten und ausplünderten. In einem 1795 veröffentlichten schwedischen Schulbuch wurde der Islam als „die falsche Religion“ beschrieben, „der vom großen Betrüger Mohammed fabriziert wurde, zu dem sich die Türken bis zum heutigen Tage überall bekennen.“
In Orientalismus bemerkte Edward Said:

„Bis zum Ende des siebzehnten Jahrhunderts lauerte die 'Osmanische Gefahr' neben Europa um für die gesamte christliche Zivilisation eine ständige Gefahr darzustellen, und mit der Zeit übernahm die europäische Zivilisation diese Gefahr und ihre Sage, ihre Großereignisse, Figuren, Tugenden und Laster als etwas, was in das Gewebe des Lebens eingeflechtet ist.“

### 18. Jahrhundert
Voltaire und andere europäische Schriftsteller kritisierten die Türken als Tyrannen, die Europas Erbe zerstörten.

### Innerhalb des Osmanischen Reiches
Innerhalb des Osmanischen Reiches wurde der Name „Türke“ manchmal verwendet, um turkmenische „Hinterwäldler, Landeier oder die ungebildeten Bauern“ in Anatolien zu bezeichnen. Das „Etrak-i bi-idrak“ zum Beispiel war ein osmanisches Wortspiel, das „der ignorante Türke“ bedeutete.
Özay Mehmet meint in seinem Buch Islamic Identity and Development: Studies of the Islamic Periphery:

„Die gewöhnlichen Türken (Turkmenen) hatten keinen Sinn für die Zugehörigkeit zu einer regierenden ethnischen Gruppe. Im Besonderen hatten sie einen verwirrten Sinn des Selbstbildes. Wer waren sie: Türken, Muslime oder Osmanen? Ihre Literatur war manchmal Persisch, manchmal Arabisch, aber immer höfisch und elitär. Es gab immer eine große soziale und kulturelle Distanz zwischen dem Reichszentrum und der anatolischen Peripherie. Wie Bernard Lewis es ausdrückte: “In der Reichsgesellschaft der Osmanen wurde der ethnische Begriff Türke wenig benutzt, und dann vor allem in einem eher abfälligen Sinn, um die turkomanischen Nomaden oder später die ignoranten und ungehobelten türkischsprachigen Bauern der anatolischen Dörfer zu benennen.” (Lewis 1968: 1)
In den Worten eines britischen Beobachters der osmanischen Werte und Institutionen zu Beginn des zwanzigsten Jahrhunderts: “Der sicherste Weg, um einen osmanischen Gentleman zu beleidigen, ist es, ihn als 'Türke' zu bezeichnen. Sein Gesicht wird sogleich den Ausdrucks annehmen, den ein Londoner bekommt, wenn er hört, dass er Cockney genannt wird. Er ist kein Türke, kein Wilder, wird er versichern, sondern ein osmanisches Subjekt des Sultans, doch keineswegs zu verwechseln mit gewissen Barbaren namens Turkomanen, von denen er von männlicher Seite möglicherweise abstammen könnte.” (Davey 1907: 209)“

## Zeitgenössische Turkophobie
In mehreren Sprachen wird der Begriff „Türke“ oft als Beleidigung oder Fluchwort verwendet.

### Armenien
Die armenisch-türkischen Beziehungen gelten aus historischen Gründen wie dem Völkermord an den Armeniern als feindselig. Gemäß einer Umfrage von 2007 sehen 78 Prozent der Armenier die Türkei als Bedrohung.

### Bulgarien
Der bulgarische Premierminister Borissow nannte die Türken (und die Roma) „schlechtes Menschenmaterial“.

### Malta
Da die Malteser bei der Belagerung von Malta gegen das Osmanische Reich kämpften, haben die Malteser zu diesem Ereignis weiterhin ein farbiges Vokabular. So sagen sie, wenn beispielsweise bei Regen gleichzeitig die Sonne scheint: twieled tork („ein Türke wurde geboren“). Oder wenn etwas schiefgeht: Haqq ghat-torok („Fluch auf die Türken!“).

## Zitate und Redewendungen

### Zitate
„Sie [die Türken] waren, über dem Ganzen, von dem schwarzen Tag an, an dem sie erstmals Europa betraten, die eine große menschenfeindliche Art der Menschheit. Wo immer sie gingen, markierte eine breite Linie aus Blut die Spur hinter ihnen, und, soweit ihr Herrschaftsgebiet reichte, verschwand die Zivilisation aus der Sichtweite. Sie repräsentierten überall Regierung durch Gewalt, im Gegensatz zur Regierung der Gesetze.“

„Die barbarische Macht, die seit Jahrhunderten im Herzen der Alten Welt sitzt, die in ihrer Gewalt die berühmtesten Jahrhunderte der klassischen und religiösen Antike und viele der fruchtbarsten und schönsten Regionen der Erde hat... hält unwissend die Hälfte der Geschichte der gesamten Welt im Besitz.“

„...Tyrannen zu den Frauen und Feinde der Kunst...“

„...um diese barbarischen Usurpatoren aus Europa davonzujagen...“

„Ich wünsche inständig, dass die türkischen Barbaren sofort aus dem Land Griechenland von Xenophon, Sokrates, Platon, Sophokles und Euripides verjagt werden. Wenn wir wollten, könnte es bals getan werden, aber sieben Kreuzzüge des Aberglaubens wurden durchgeführt und ein Kreuzzug der Ehre wird nie stattfinden. Wir kennen fast keine Stadt, die von ihnen gebaut wurde; sie lassen die schönsten Einrichtungen der Antike zerfallen, sie regieren über Ruinen.“

„Wenn ich in die Geschichte sehe, finde ich, dass es keine Nation gab, das mehr Gotteslästerung, brutal-schändliche Hurerei, sowie jede Art eines wilden und chaotischen Lebens ausgelebt hat, als die Türken.“

„Schließlich konnte ich zeigen, dass der Kampf um die natürliche Auslese für den Fortschritt der Zivilisation mehr getan hat und tut, als sie scheinen zuzugeben. Denken Sie daran, welche Risiken die Nationen Europas durchliefen, vor nicht so vielen Jahrhunderten der Überwältigung durch die Türken, und wie lächerlich eine solche Idee jetzt ist! Die zivilisierteren sogenannten kaukasische Rassen haben die türkische Höhle im Kampf uns Dasein geschlagen. Mit Blick auf die Welt zu keiner sehr entfernten Zeit, welche endlose Zahl von niederen Rassen durch die höheren zivilisierten Rassen auf der ganzen Welt beseitigt würden.“

„Ich habe die Chinesen nie so verachtet, wie diese zurückgebliebenen Türken und Araber, und wenn Russland bereit ist, sich wieder mit denen zu bekriegen, hoffe ich, England und Frankreich werden keinen Grund finden oder es als züchtig betrachten, einzugreifen.“

„... und log wie ein Türke, als er es sagte.“

„…solche Individuen wie die fernsten Türken, die im abgelegenen Norden anzutreffen sind, die Neger im fernen Süden, und diejenigen, die sich unter ihnen ähneln, sind mit ins in diesen Gefilden. Der Stand dieser ist jener von vernunftlosen Tieren.“

### Redewendungen mit negativer Konnotation
Der Begriff „Türke“ hat hier eine ähnliche Bedeutung wie „Barbar“ oder „Heide“ in verschiedenen westeuropäischen Sprachen, speziell im Englischen:
- Websters New Collegiate Dictionary: „Jemand, der grausam und tyrannisch ist.“ (als archaisch vermerkt)[11][41]
- Concise Oxford Dictionary: „Grimmige, wilde oder unüberschaubare Person.“[11][42]
- Random House Dictionary: „Ein grausamer und brutaler Herrenmensch.“[11]

Viele Laster auf der Welt wurden mit den Türken assoziiert, als jene weiter westlich nach Europa vordrangen. Folgendes ist eine Liste der wichtigsten Sprüche über Türken in verschiedenen Ländern Europas und des Nahen Ostens:
 Armenien
- “Թուրք” („Türke“) wird gemeinhin verwendet, um jemandes Treue oder moralische Fähigkeiten anzuzweifeln: “հո թուրք չես” („Bist du ein Türke?“)[43]
- “թուրքի տուն” („Türkenhaus“) ist eine Phrase, die ein unordentliches oder sehr schmutziges Haus umschreibt[44]

 Deutschland und  Österreich
- Kruzitürken
- Kümmeltürke

(siehe auch: türken (Verb))
 Frankreich
- Turc wurde einst in sprichwörtlichen Ausdrücken wie C'est un vrai Turc („Das ist ein rechter Türke“) gebraucht, um jemanden als hart und gnadenlos zu bezeichnen.[45]

 Griechenland
- Έγινε Τούρκος („Er wurde ein Türke“) bezeichnete eine extreme Wut oder Aggression auf jemanden oder etwas.[46]

 Iran
- Tork-e char („Türkischer Esel“) ist eine abwertende Beleidigung, die gewöhnlich gegen Aserbaidschaner gerichtet ist.[47][48]

 Italien
- bestemmia come un Turco („er schwört wie ein Türke“)[49]
- Mamma li Turchi! („Oh Mutter, die Türken kommen!“) ist eine der am meisten gebrauchten italienischen Phrasen, um auf eine unmittelbare Gefahr hinzudeuten, als wenn die osmanischen Türken Westeuropa bedrohen würden[50][51]
- Fumare come un Turco („Wie ein Türke rauchen“) ist eine Phrase, die eine viel rauchende Person beschreibt.

 Malta
- Iswed tork („Schwarz wie ein Türke“), bezieht sich auf jemanden mit einer dunklen Hautfarbe
- Twieled tork („Ein Türke wurde geboren“), bezieht sich auf Regen, wenn gleichzeitig die Sonne scheint
- Għadu Tork! („Er ist immer noch ein Türke“), bezieht sich auf eine nicht getaufte Person
- Ara ġej it-Tork għalik („Schau, der Türke kommt für dich“), Mütter erschreckten ihre Kinder damit, dass ein Türke kommt, wenn sie sich falsch verhielten.
- It-Torok („Von den Türken“) wenn etwas Ungewöhnliches passiert, wird diese Phrase idiomatisch als Ausruf verwendet.
- Ħaqq it-Torok („Fluch über die Türken“), buchstäbliches Fluchen, wenn etwas schiefgeht
- Qattus it-Torok („Zur Hölle mit den Türken“), sehr geläufige Verwendung.
- Xit-Torok trid? (wörtlich „Was zum Türken willst du?“)
- La Torka („der türkische Weg“), in der Hocke bleiben.
- It-torok imorru fej seħet Alla („die Türken gehen dorthin, wo Gott verflucht“), selten verwendet, drückt Intoleranz gegen Nichtgläubige aus.

 Niederlande
- “eruit zien als een Turk” („wie ein Türke aussehen“) bedeutet schmutzig, abstoßend sein
- “rijden als een Turk” („wie ein Türke fahren“) bedeutet, dass jemand ein schlechter Fahrer ist[52]

 Norwegen
- “Sint som en tyrker” ist ein Spruch, der „Wütend wie ein Türke“ bedeutet[53]

 Rumänien
- “Măi, turcule” (Du, Türke) oder “a fi turc” („Türke sein“) ist ein Ausdruck, der sich auf eine Person bezieht, die nichts versteht oder ignorant, sturköpfig bzw. engstirnig ist[28][54]
- “a fuma ca un turc” („wie ein Türke rauchen“) ist ein Ausdruck, der eine viel rauchende Person beschreibt[54][55]
- “doar nu dau/vin turcii” (bedeutend „Halt deine Pferde!“, wörtlich „die Türken kommen nicht[, oder?]“) ist ein Ausdruck, der dafür verwendet wird, jemandes Impulsivität zu beruhigen[54]

 Russland
- “Незваный гость хуже Татарина” („Ein unwillkommener Gast ist schlechter als ein Tatare“).[56]
- “турок” („Türke“) wird gemein benutzt, um jemandes Dummheit zu beschreiben.

 Serbien (und andere ex-jugoslawische Länder)
- “puši ko Turčin / пуши ко Турчин” ist eine Phrase, übersetzt „er raucht wie ein Türke“, die eine viel rauchende Person beschreibt[57]